# Phreatia schoenorchis
Phreatia schoenorchis är en orkidéart som beskrevs av Johannes Jacobus Smith. Phreatia schoenorchis ingår i släktet Phreatia och familjen orkidéer. Inga underarter finns listade i Catalogue of Life.